# Nádor-kódex

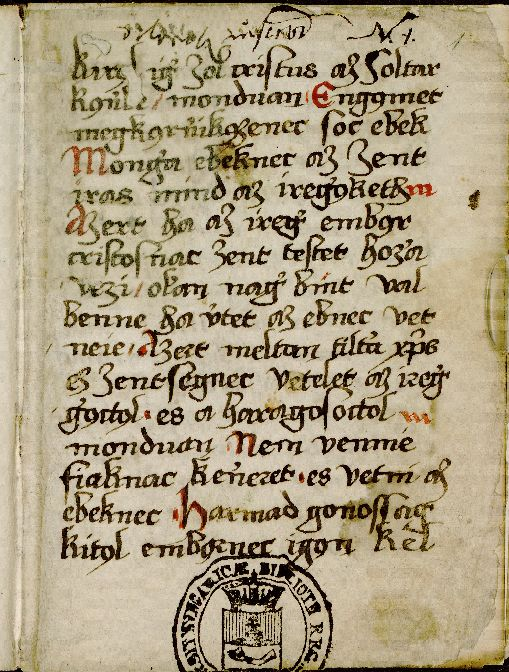
A Nádor-kódex első levele.

A Nádor-kódex egy késő középkori magyar kézirat.
A mű 1508-ban keletkezett, másolója nem ismert. A 353 levélnyi szöveg oktató beszédeket, legendákat, Mária siralmát, Krisztus kínszenvedésének történetét, Philibertus látomását, és két – hangjegyekkel ellátott – éneket tartalmaz. (Magyar hangjegyekkel kísért szöveg nem is ismert korábbról.) Nevét József nádorról kapta. Első kiadója Toldy Ferenc volt 1857-ben, a Nyelvemléktárnak pedig a XV. kötetében jelent meg 1908-ban.